# Carmen Franco y Polo

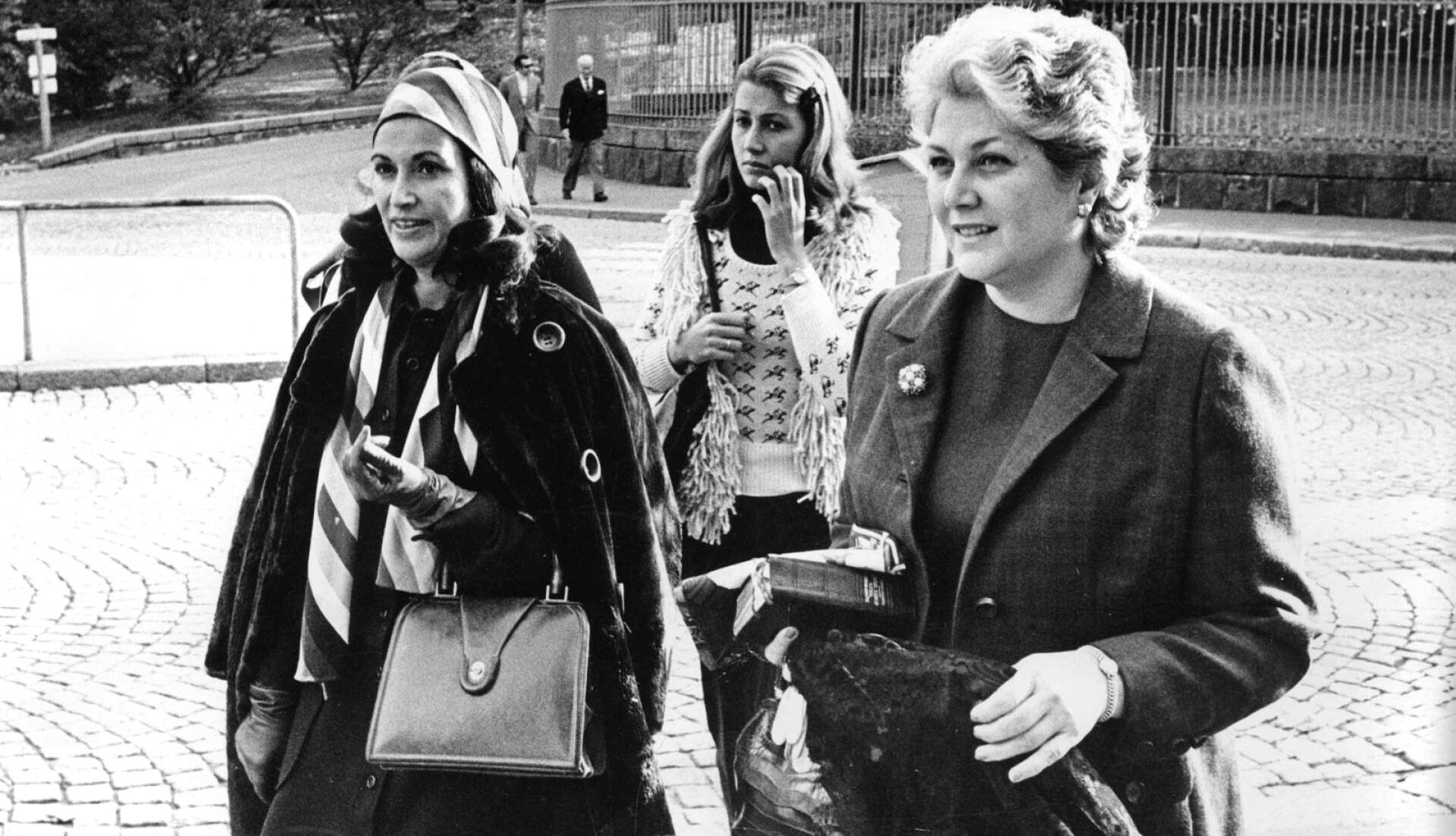
Foto ihres Besuchs in Helsinki (links, 1971)

María del Carmen Franco Polo (* 14. September 1926 in Oviedo; † 29. Dezember 2017 in Madrid) war die Tochter des spanischen Diktators General Francisco Franco und von Carmen Polo y Martínez-Valdés. Aus ihrer Ehe mit dem Chirurgen Cristóbal Martínez Bordiú, Marquis de Villaverde, stammen sieben Kinder, darunter María del Carmen Martínez-Bordiú y Franco, ab 1972 mit Alfons Jaime de Borbón verheiratet. Sie und ihre Familie sind dadurch mit dem spanischen Königshaus Bourbon-Anjou unter Felipe VI. verwandt. Spaniens König Juan Carlos I. verlieh ihr nach dem Tod ihres Vaters den Adelstitel „Herzogin von Franco und Grande von Spanien“.
Um Carmen Franco Polo kursierten stets Gerüchte, sie sei nicht das leibliche Kind von Carmen Polo und Francisco Franco, der 1916 eine Unterleibsverletzung erlitten hatte. In Wirklichkeit sei sie aus einer Affäre von Ramón Franco hervorgegangen und dann von seinem Bruder und dessen Frau aufgezogen worden. Gemäß dem Historiker Stanley Payne handelt es sich hierbei aber um eine Zeitungsente.
Carmen Franco Polo führte die Stiftung „Fundacion Nacional Francisco Franco“. Ihr wurde immer wieder vorgeworfen, die Jahre der Diktatur unter ihrem Vater zu verherrlichen. 2008 veröffentlichte sie eine Biografie über ihren Vater. Carmen Franco Polo gilt als Identifikationsfigur der Anhänger des Franquismus. Jährlich am 20. November („20-N“), dem Todestag ihres Vaters, war sie Ehrengast der von tausenden Faschisten begangenen Feierlichkeiten in der unterirdischen Basilika im Valle de los Caídos, die bis ins Jahr 2019 noch die letzte Ruhestätte des Diktators war.
Carmen Franco Polo und ihre Stiftung standen regelmäßig im Zentrum von Kritik. Obwohl die Stiftung revisionistisch z. B. den Putsch der rechtsgerichteten Militärs unter Franco als „bewaffnete Volksabstimmung“ und „legitime nationale Erhebung“ feiert und ähnliche Schönfärberei für die Epoche Spaniens betreibt, in der laut dem Historiker Borja de Riquer 140.000 Spanier im Terror von Falange, Guardia Civil und anderen faschistischen Organisationen im Franquismus hingerichtet wurden, wurde sie unter der Regierung José María Aznar bis 2004 vom spanischen Ministerium für Bildung, Kultur und Sport finanziell gefördert. Das Ministerium begründete die Förderung damit, die Stiftung sei unkommerziell und archiviere nur private Dokumente Francos. Die Opposition sprach dagegen von einer Verherrlichung der Diktatur durch die Förderung, da ein Großteil der Dokumente sich auf die Tätigkeit Francos als Staatschef bezieht.
Carmen Franco Polo sorgte auch dafür, dass das Patronatsmitglied ihrer Stiftung, der Mediävist Luis Suárez Fernández, in der spanischen Nationalbiographie Franco im gewünschten Licht erscheinen ließ: Franco taucht hier als „Generalísimo“ oder „Staatschef“, aber nicht als „Diktator“ auf, der ein „intelligenter und gemäßigter“, ein „tapferer und katholischer“ Mann gewesen sei, der eine „autoritäre, aber nicht totalitäre“ Herrschaft errichtet habe.
2013 war Carmen Franco Polo in der Aufmerksamkeit der internationalen Medien, weil sie den spanischen Künstler Eugenio Merino mehrfach verklagte, das Andenken an ihren Vater zu missbrauchen. Unter „Cool Franco“ hatte Merino eine Skulptur von Franco (wie auch die weiterer Diktatoren) in einem Coca-Cola-Kühlschrank ausgestellt, später brachte er ein anderes Objekt „Punching Franco“, bei dem der Kopf Francos als Punchingball dargestellt wurde, heraus. Carmen Franco Polo scheiterte aber mit ihren Klagen über mehrere Instanzen.
Nach dem Tod Francos 1975 erbte Carmen Franco Polo einen Teil des Immobilienbesitzes ihres Vaters, wie es in seinem Testament sieben Jahre davor festgelegt worden war. Ihren Sommersitz Pazo de Meirás in der galicischen Provinz A Coruña samt sechs Hektar großem Waldgrundstück hatte der Diktator noch während des Bürgerkriegs im Jahr 1938 geschenkt bekommen: finanziert durch eine institutionell forcierte Spendenkampagne seiner Anhänger, zu der auch ein Gehaltsverzicht der Beamten gehört hatte. Im demokratisierten Spanien forderte die Regionalregierung, dass Carmen Franco Polo einmal wöchentlich die Tore als „Bien de Interes Cultural“, als Kulturgut, öffnen solle, was sie aber verweigerte. Die Folge waren langjährige Rechtsstreitigkeiten, die im Dezember 2020 mit der Verurteilung der Familie Franco zur Herausgabe des gesamten Anwesens an den spanischen Staat endete. Im Oktober 2021 eröffnete im Pazo de Meirás eine Dauerausstellung, die sich kritisch mit seiner Geschichte auseinandersetzt.

## Werke
- Franco, mi padre. La Esfera de los Libros, Madrid 2008, ISBN 978-84-9734-783-9.